# Sören Wibe
Sören Axel Wibe, född 8 oktober 1946 i Östersund, död 29 december 2010 i Maria församling i Umeå, var en svensk professor i skogsekonomi och politiker (under olika perioder i livet vänsterpartist, socialdemokrat resp. företrädare för Junilistan). Politiskt profilerade sig Wibe som EU-kritiker. Han var partiledare för Junilistan från 6 juli 2008 fram till sin död.
Wibe var inledningsvis aktiv i SSU i Östersund, därefter i Vänsterpartiet kommunisterna, men lämnade detta parti under 1980-talet i samband med en strid om att göra upp med sovjetvänligheten inom partiet, och gick istället över till Socialdemokraterna. För Socialdemokraterna representerade han Västerbottens län i riksdagen 2002–2006 och var ledamot av Europaparlamentet 1995–1999.

## Ekonomisk forskning
Sören Wibe hade en akademisk grundexamen i matematik, fysik och nationalekonomi från Stockholms universitet, och disputerade 1980 vid nationalekonomiska institutionen vid Umeå universitet på en avhandling om svensk järnhantering. Han blev senare professor i skogsekonomi vid Sveriges lantbruksuniversitet i Umeå. Wibe invaldes 1989 i Lantbruksakademien, och han startade år 1995 den internationella tidskriften i skogsekonomi, Journal of Forest Economics. Han utgav ett hundratal vetenskapliga publikationer och utredningar.
Han fick som känd jämte även den skämtsamma hederstiteln "ekonomiminister" av Republiken Jämtlands regering.

## EU-frågan
Sören Wibe var framförallt känd som en ledargestalt och frontfigur i kritiken mot det svenska medlemskapet i Europeiska unionen (EU) och som socialdemokratins namnkunnigaste motståndare mot införandet av euron som svensk valuta.
I riksdagen var Wibe ledamot i utbildningsutskottet och suppleant i näringsutskottet. I april 2008 meddelande Wibe att han beslutat sig för att lämna det socialdemokratiska partiet, som han tyckte svek sina löften i EU-frågan. Detta grundade Wibe framförallt på det han såg som partiets och fackföreningsrörelsens flathet i frågan om Laval-domen i Vaxholmsmålet, samt samma arbetarrörelses förespegling inför EU-omröstningen att den svenska modellen med starkt förankrade kollektivavtal skulle behållas även vid ett EU-inträde. Wibe blev, efter avhoppet från socialdemokraterna, föreslagen att bli en av två nya partiledare för Junilistan, vilket han valdes till i juli samma år.
I januari 2009 hoppade Annika Eriksson, den andra av Junilistans dåvarande partiledare, av sitt uppdrag och lämnade partiet, varpå Sören Wibe under en period blev Junilistans ende partiledare. Från oktober 2009 till sin död i december 2010 delade Wibe partiledarskapet med Birgitta Swedenborg.
Sören Wibe dog 2010 efter en kortare tids sjukdom.